# الثورة السيامية 1688
الثورة السيامية عام 1688 هي اضطراب شعبي كبير في مملكة أيوثايا السيامية (تايلاند حديثًا) أدت إلى خلع الملك السيامي ناراي المدعوم من فرنسا. استغلّ فيتراشا الصيني مرض ناراي العجوز -فيتراشا هو المستشار العسكري الموثوق لناراي سابقًا- وقتل وريث ناراي المسيحي إلى جانب عددٍ من المبشرين ووزير خارجية ناراي، المغامر اليوناني قسطنطين فاولكون. ثم تزوج فيتراشا ابنة ناراي، واستولى على العرش، واتبع سياسة إقصاء هيمنة الإمبراطورية الفرنسية والجيوش العسكرية عن سيام. كان حصار بانكوك عام 1688 أحد أبرز المعارك، فحاصر عشرات آلاف الجنود السياميين الحصن الفرنسي داخل المدينة لـ 4 أشهر. جراء تلك الثورة، قطعت سيام علاقاتها الجيدة مع الغرب، باستثناء شركة الهند الشرقية الهولندية، حتى القرن التاسع عشر.

## تركيز الملك ناراي على العلاقات الخارجية

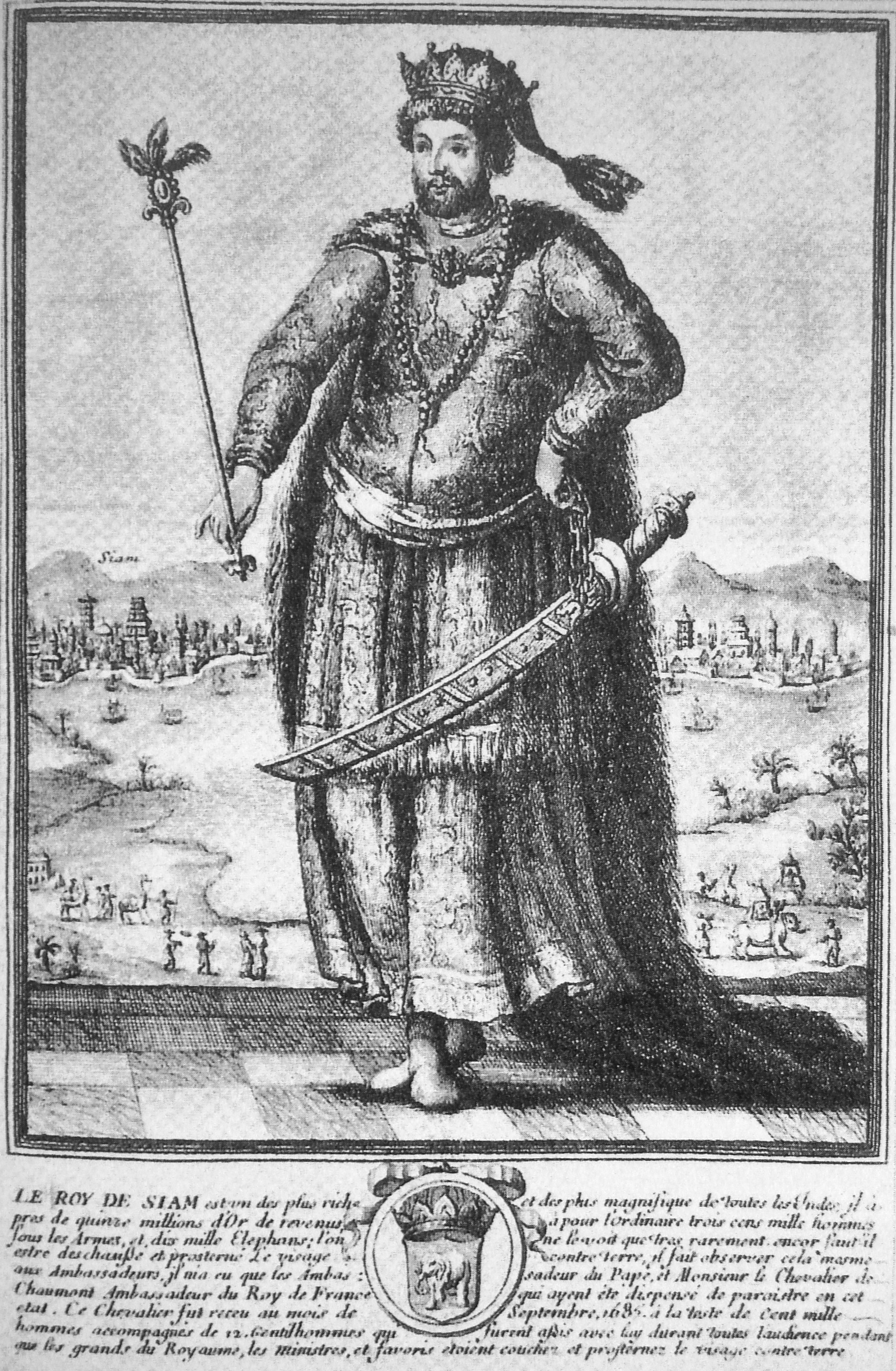
الملك ناراي

شهد عهد الملك ناراي توسع البعثات الدبلوماسية من القوى الغربية وإليها بشكل كبير، تحديدًا فرنسا وإنجلترا والفاتيكان. أُرسلت البعثات من وإلى بلاد فارس والهند والصين، وعدد من الدول المجاورة. كان التأثير غير المسبوق للأجانب على البلاط السيامي إحدى السمات البارزة لعهد ناراي، وتجسد ذلك
بسطوع نجم قسطنطين فاولكون، وهو مغامر يوناني شغل في نهاية المطاف منصبًا مكافئًا لمنصب رئيس الوزراء اليوم.
سعى الملك ناراي بشكل خاص إلى توسيع علاقاته مع الفرنسيين، ليتصدى لنفوذ البرتغاليين والهولنديين في مملكته، وكان المستشار اليوناني فاولكون هو من اقترح ذلك.

## الاضطرابات القومية
سعت فرنسا لتحويل الملك ناراي إلى الرومانية الكاثوليكية، وتأسيس قاعدة لجنودها في تلك المنطقة. بعد الحصول على إذن ناراي، أنشأ الفرنسيون حصونًا تحوي جنودًا فرنسيين، وخاضعين لسلطة فرنسا، في ميرغوي وبانكوك، والهدف من تلك الخطوة هو تأكيد الاتفاقية الاقتصادية لعام 1685، والتي تضمن توازن الهيمنة بين فرنسا وهولندا في تلك المنطقة، وتساهم في التصدي للقرصنة. أدى نزول القوات الفرنسية في سيام إلى بروز حركات قومية قوية. بحلول عام 1688، وصلت كراهية الأجانب، تحديدًا فرنسا وفاولكون، إلى أقصى درجاتها. فاستاءت حاشية الملك من هيمنة اليوناني فاولكون على أمور الدولة، إلى جانب زوجته البرتغالية–اليابانية وأسلوب حياتهما الأوروبي، بينما لم يتساهل الرهبان البوذيون مع الحضور المتزايد لليسوعيين الفرنسيين. شكلت حاشية الملك فصيلًا معاديًا للأجانب. أبدى الأجانب القدامى الذين أسسوا حياتهم في أيوثايا قبل مجيء الفرنسيين، تحديدًا البروتستانت الهولنديون والإنجليز والمسلمون الفرس، استياءهم من الحضور الفرنسي مؤخرًا، واعتبروه خرقًا لمعاهدة توردسيلاس. لم تؤد الهيمنة الفرنسية المتزايدة إلى تزايد المنافسة فحسب، بل كانت بمثابة إنذار غير سار يُنبئ باضمحلال ثروات البرتغال.
برزت تلك الأمور عندما أصبح الملك ناراي مريضًا بشدة في شهر مارس عام 1688، وتحرّك المتآمرون للاستيلاء على السلطة. في شهر أبريل، طلب فاولكون مساعدة عسكرية من الفرنسيين لإحباط مخطط المؤامرة. استجاب الضابط الفرنسي ديسفارج للطلب، وقاد مجموعة مؤلفة من 80 جنديًا و10 ضباط خارج بانكوك متجهًا نحو القصر في لوبوري. لكنه توقف في أيوثايا وتخلى عن خططه بالكامل، وانسحب نحو بانكوك خشية تعرضه لهجوم من طرف المتمردين السياميين، وأزعجته بعض الإشاعات التي سمعها، والتي نشر بعضها رئيس شركة الهند الشرقية الفرنسية السيد فيري، والتي تفيد إحداها بوفاة الملك.

## أزمة الخلافة
في العاشر من شهر مايو، كان الملك ناراي المريض على دراية بخلاف الوراثة الذي سيحدث بعد موته، لذا استدعى أقرب مستشاريه –المستشار اليوناني فاولكون، وفرا فيتراشا شقيق الملك بالرضاعة وقائد كتيبة الفيل الملكية، وموم باي ابن الملك بالتبني. سمى ناراي ابنته كرومالوانغ يوثاثيب وريثة له، وجعل كل واحد من مستشاريه الثلاث وصيًا على العرش حتى تتخذ ابنته الأميرة زوجًا من اختيارها، وهذا الزوج واحدٌ من المستشارين السياميين الاثنين، إما موم باي أو فيتراشا.